# Sven Taddicken
Sven Taddicken (* 1974 in Hamburg) ist ein deutscher Filmregisseur und Drehbuchautor.

## Leben
Sven Taddicken studierte von 1996 bis 2002 Regie an der Filmakademie Baden-Württemberg. Bereits während des Studiums erhielt er für einige Kurzfilme Auszeichnungen, so etwa den Kurzfilmpreis im nationalen Wettbewerb des Filmfests Dresden für El Cordobés (1999) und nahm 1996 mit Lisa und die Außerirdischen an dem Nachwuchsfilmfestival Fest der jungen Filmer (heute Werkstatt der Jungen Filmszene) teil. Schäfchen zählen war 2000 für die Student Academy Awards nominiert.
Sein erster Spielfilm Mein Bruder der Vampir entstand 2001 ebenfalls noch während der Studienzeit und wurde sowohl mit dem Publikumspreis auf dem Filmfestival Max Ophüls Preis als auch mit dem FIPRESCI-Preis auf dem International Film Festival Rotterdam prämiert. In dem Film geht es um einen geistig behinderten 29-Jährigen (gespielt von Roman Knižka), der beginnt, seine Sexualität zu entdecken. Als Diplomfilm folgte im Jahr 2002 der Kurzfilm Einfach so bleiben, der den Deutschen Kurzfilmpreis erhielt.
Seit 2004 ist Taddicken Mitglied der Deutschen Filmakademie.
2006 erschien sein zweiter langer Spielfilm Emmas Glück, basierend auf dem gleichnamigen Roman von Claudia Schreiber, über die Liebesgeschichte zwischen einer Schweinezüchterin und einem Todkranken. Dieser Film wurde mehrfach ausgezeichnet und war mit fast 400.000 Besuchern in den deutschen Kinos auch kommerziell erfolgreich. 2008 kam der Episodenfilm 1. Mai – Helden bei der Arbeit ins Kino, wo Taddicken bei einer von insgesamt drei Episoden Regie führte.
2008 drehte er die Piratenkomödie 12 Meter ohne Kopf, die im Dezember 2009 in die deutschen Kinos kam.
2016 wurde er mit der Literaturverfilmung Gleißendes Glück in den Wettbewerb des Internationalen Filmfestivals Karlovy Vary eingeladen. Das Beziehungsdrama mit Martina Gedeck und Ulrich Tukur in den Hauptrollen beruht auf dem gleichnamigen Roman der schottischen Schriftstellerin Alison Louise Kennedy. Der Film gewann den Film and Literature Award beim Film by the Sea International Film Festival. Neben der Nominierung für den Crystal Globe in Karlovy Vary gewann der Film dort den FIPRESCI-Preis der internationalen Filmkritiker- und Filmjournalisten-Vereinigung.
Sven Taddicken lebt in Berlin.

## Filmografie
- 1996: Lisa und die Außerirdischen (Kurzfilm)
- 1998: Whodunit (Kurzfilm)
- 1998: Ice Cream (Kurzfilm)
- 1999: Schäfchen zählen (Kurzfilm)
- 1999: El Cordobés (Kurzfilm)
- 2001: Mein Bruder der Vampir
- 2002: Einfach so bleiben (Kurzfilm)
- 2006: Emmas Glück
- 2008: Braams (Fernsehfilm)
- 2008: 1. Mai – Helden bei der Arbeit
- 2009: 12 Meter ohne Kopf
- 2016: Gleißendes Glück
- 2018: Das schönste Paar
- 2023: Marzanna, Göttin des Todes und Freund oder Feind, beide „Masuren-Krimi“, (Fernsehreihe)